# Hans Dresig

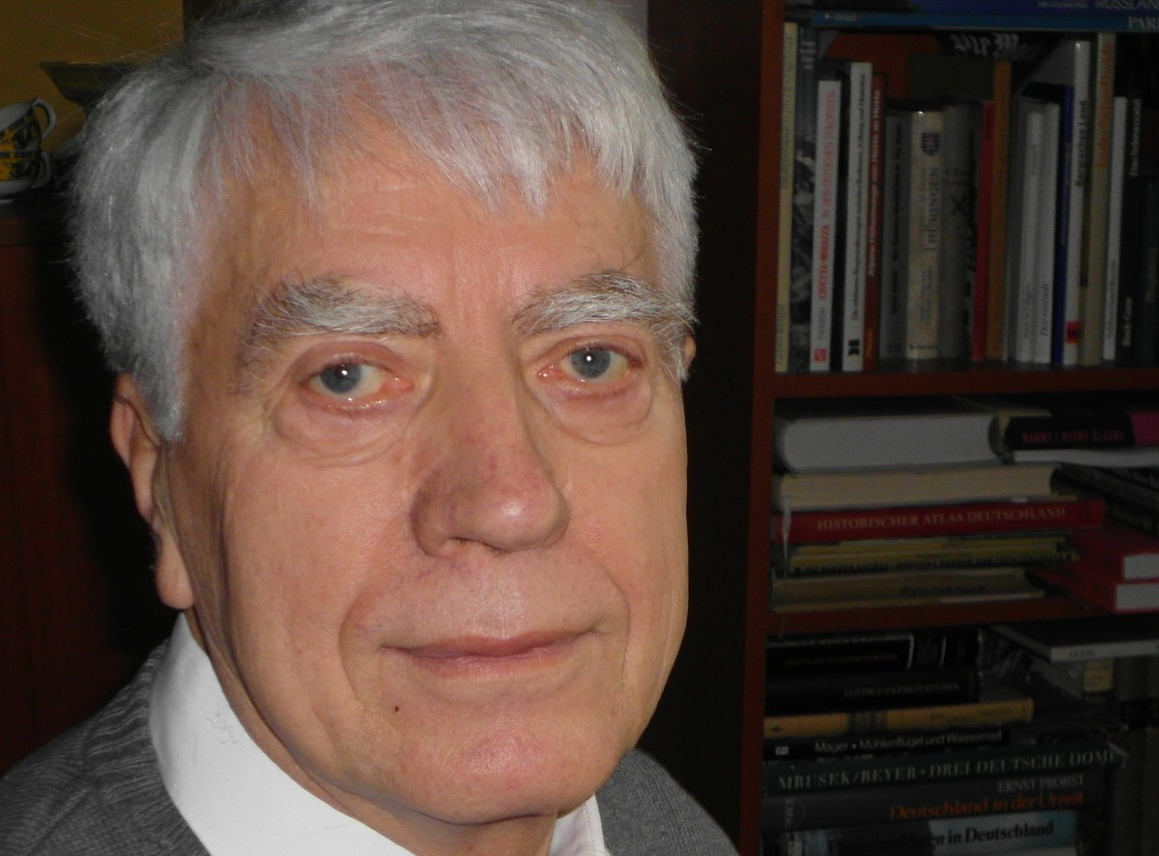
Hans Dresig

Hans Dresig (* 31. Januar 1937 in Dölau; † 25. April 2018 in Auerswalde) war ein deutscher Professor für Technische Mechanik und Autor.
Nach dem Besuch der Arbeiter-und-Bauern-Fakultät in Halle (Saale) studierte Hans Dresig von 1954 bis 1960 an der Technischen Universität Dresden und promovierte dort 1965 mit dem Thema Ermittlung dynamischer Belastungen an Wippdrehkranen. Danach arbeitete als Leiter Forschung und Entwicklung am Kranbau Eberswalde. Ab 1969 war er als Hochschuldozent am Lehrstuhl Maschinendynamik an der Technischen Universität Chemnitz tätig. Im Jahr 1971 habilitierte er mit dem Thema Beitrag zur Optimierung der Bewegungsabläufe in der Maschinendynamik. 1978 wurde er zum Professor für Technische Mechanik und Leiter des Lehrstuhls Maschinendynamik/Schwingungslehre berufen.
Nach dem Eintritt in den Ruhestand im Jahr 2002 war er freiberuflich als Referent, Berater und Gutachter tätig.
Von 2009 bis 2013 lehrte er als Gastprofessor an der Fakultät Maschinenbau der Landwirtschaftlichen Universität Nanjing in China.
Er verfasste gemeinsam mit Franz Holzweißig das Standardwerk Maschinendynamik. Für sein Engagement bei der Erarbeitung von VDI-Richtlinien wurde Hans Dresig 1999 mit der Fritz-Kesselring-Ehrenmedaille des VDI ausgezeichnet.

## Veröffentlichungen (Auswahl)
- H. Dresig, F. Holzweißig: Đông lục học máy. Verlag Nhà Xuât Ban Khoa Học Và Kỹ Thuât, Hanoi 2001.
- H. Dresig, I. I. Vul'fson: Dynamik der Mechanismen. Deutscher Verlag der Wissenschaften, Berlin 1989, ISBN 3-326-00361-7. (Volltext)
- H. Dresig, A. Fidlin: Schwingungen mechanischer Antriebssysteme: Modellbildung, Berechnung, Analyse, Synthese. 3. Auflage. Springer Vieweg, 2014, ISBN 978-3-642-24116-1.
- M. Beitelschmidt, H. Dresig: Maschinendynamik – Aufgaben und Beispiele. 2. Auflage. Springer Vieweg, 2017, ISBN 978-3-662-53434-2.
- H. Dresig, F. Holzweißig: Maschinendynamik. 12. Auflage. Springer Verlag, Berlin/Heidelberg 2016, ISBN 978-3-662-52713-9. (Übersetzt in die englische und chinesische Sprache)[3][4]